# Deutsche Tourenwagen-Masters 2005
Die Deutsche Tourenwagen-Masters 2005 war die sechste Saison der Deutschen Tourenwagen-Masters (DTM). Der erste Lauf fand am 17. April 2005 auf dem Hockenheimring und das Saisonfinale fand am 23. Oktober ebenfalls auf dem Hockenheimring statt.
Insgesamt wurden 11 Rennen in Deutschland, Belgien, Tschechien, in den Niederlanden und in der Türkei gefahren.
Gesamtsieger wurde der Britte Gary Paffett im AMG-Mercedes C-Klasse mit 84 Punkten.
Opel beendete nach der Rennsaison 2005 sein DTM-Engagement.

## Geschichte
Die Austragungsorte Estoril und Adria wurden durch Spa-Francorchamps und Istanbul im Rennkalender ersetzt.
DTM-Rennwagen, die von 2000 bis einschließlich 2003 gebaut worden waren, wurden nicht mehr zugelassen. Es durften nur noch Fahrzeuge aus den Jahren 2004 und 2005 an den Start gehen.

## Starterfeld
Folgende Fahrer sind in der Saison gestartet:
| Nr. | Fahrer                | Team                                       | Fahrzeug                   | Rennwochenende |
| --- | --------------------- | ------------------------------------------ | -------------------------- | -------------- |
| 1   | Mattias Ekström       | Audi Sport Team Abt Sportsline             | Audi A4 DTM 2005           | alle           |
| 2   | Martin Tomczyk        | Audi Sport Team Abt Sportsline             | Audi A4 DTM 2005           | alle           |
| 3   | Gary Paffett          | DaimlerChrysler Bank AMG-Mercedes          | AMG-Mercedes C-Klasse 2005 | alle           |
| 4   | Jean Alesi            | AMG-Mercedes                               | AMG-Mercedes C-Klasse 2005 | alle           |
| 5   | Tom Kristensen        | Audi Sport Team Abt                        | Audi A4 DTM 2005           | alle           |
| 6   | Allan McNish          | Audi Sport Team Abt                        | Audi A4 DTM 2005           | alle           |
| 7   | Bernd Schneider       | Vodafone AMG-Mercedes                      | AMG-Mercedes C-Klasse 2005 | alle           |
| 8   | Mika Häkkinen         | Sport Edition AMG-Mercedes                 | AMG-Mercedes C-Klasse 2005 | alle           |
| 9   | Marcel Fässler        | GMAC Team OPC                              | Opel Vectra GTS V8 2005    | alle           |
| 10  | Heinz-Harald Frentzen | Stern Team OPC                             | Opel Vectra GTS V8 2005    | alle           |
| 11  | Laurent Aïello        | Team OPC                                   | Opel Vectra GTS V8 2005    | alle           |
| 12  | Manuel Reuter         | Team OPC                                   | Opel Vectra GTS V8 2005    | alle           |
| 14  | Christian Abt         | Audi Sport Team Joest Racing               | Audi A4 DTM 2004           | alle           |
| 15  | Pierre Kaffer         | Audi Sport Team Joest Racing               | Audi A4 DTM 2004           | alle           |
| 16  | Stefan Mücke          | Mücke Motorsport                           | AMG-Mercedes C-Klasse 2004 | alle           |
| 17  | Alexandros Margaritis | Mücke Motorsport                           | AMG-Mercedes C-Klasse 2004 | alle           |
| 18  | Rinaldo Capello       | Audi Sport Team Joest                      | Audi A4 DTM 2004           | alle           |
| 19  | Frank Stippler        | Audi Sport Team Joest                      | Audi A4 DTM 2004           | alle           |
| 20  | Bruno Spengler        | Junge Gebrauchte von Mercedes AMG-Mercedes | AMG-Mercedes C-Klasse 2004 | alle           |
| 21  | Jamie Green           | Salzgitter AMG-Mercedes                    | AMG-Mercedes C-Klasse 2005 | alle           |

## Rennkalender und Ergebnisse
| Runde | Rennstrecke       | Datum         | Distanz | Pole-Position   | Schnellste Runde | Sieger          | Fahrzeug                   |
| ----- | ----------------- | ------------- | ------- | --------------- | ---------------- | --------------- | -------------------------- |
| 1     | Hockenheimring    | 17. April     |         | Mattias Ekström | Jamie Green      | Jean Alesi      | AMG-Mercedes C-Klasse 2005 |
| 2     | Lausitzring       | 1. Mai        |         | Gary Paffett    | Mika Häkkinen    | Gary Paffett    | AMG-Mercedes C-Klasse 2005 |
| 3     | Spa-Francorchamps | 15. Mai       |         | Mika Häkkinen   | Mika Häkkinen    | Mika Häkkinen   | AMG-Mercedes C-Klasse 2005 |
| 4     | Brno              | 5. Juni       |         | Gary Paffett    | Martin Tomczyk   | Mattias Ekström | Audi A4 DTM 2005           |
| 5     | Oschersleben      | 26. Juni      |         | Tom Kristensen  | Mattias Ekström  | Gary Paffett    | AMG-Mercedes C-Klasse 2005 |
| 6     | Norisring         | 17. Juli      |         | Tom Kristensen  | Gary Paffett     | Gary Paffett    | AMG-Mercedes C-Klasse 2005 |
| 7     | Nürburgring       | 7. August     |         | Gary Paffett    | Gary Paffett     | Mattias Ekström | Audi A4 DTM 2005           |
| 8     | Zandvoort         | 28. August    |         | Bernd Schneider | Gary Paffett     | Gary Paffett    | AMG-Mercedes C-Klasse 2005 |
| 9     | Lausitzring       | 18. September |         | Jamie Green     | Gary Paffett     | Mattias Ekström | Audi A4 DTM 2005           |
| 10    | Istanbul          | 2. Oktober    |         | Gary Paffett    | Mika Häkkinen    | Gary Paffett    | AMG-Mercedes C-Klasse 2005 |
| 11    | Hockenheimring    | 23. Oktober   |         | Jamie Green     | Jamie Green      | Bernd Schneider | AMG-Mercedes C-Klasse 2005 |

## Meisterschaftsergebnisse

### Punktesystem
Punkte wurden an die ersten 8 klassifizierten Fahrer in folgender Anzahl vergeben:
| Platz  | 1. | 2. | 3. | 4. | 5. | 6. | 7. | 8. |
| Punkte | 10 | 8  | 6  | 5  | 4  | 3  | 2  | 1  |

### Fahrerwertung
Insgesamt kamen 18 Fahrer in die Punktewertung.
| Platz | Fahrer                | HOC1 | LAU1 | SPA | BRN | OSC | NOR | NÜR | ZAN | LAU2 | IST | HOC2 | Punkte |
| ----- | --------------------- | ---- | ---- | --- | --- | --- | --- | --- | --- | ---- | --- | ---- | ------ |
| 1     | Gary Paffett          | 2    | 1    | 8   | 4   | 1   | 1   | 3   | 1   | 2    | 1   | 3    | 84     |
| 2     | Mattias Ekström       | 5    | 4    | 2   | 1   | 2   | 3   | 1   | 2   | 1    | 12  | 7    | 71     |
| 3     | Tom Kristensen        | DNF  | 2    | 3   | 2   | 5   | 7   | 2   | 4   | 3    | 5   | 4    | 56     |
| 4     | Bernd Schneider       | 3    | 17*  | 17* | DNF | 4   | 10  | 5   | 8   | DNF  | 3   | 1    | 32     |
| 5     | Mika Häkkinen         | 8    | 3    | 1   | 13  | DNF | DNF | 4   | 12  | 12   | 2   | 15   | 30     |
| 6     | Jamie Green           | 6    | DNF  | 19* | 5   | 3   | DNF | 8   | 7   | DNF  | 4   | 2    | 29     |
| 7     | Jean Alesi            | 1    | 7    | 4   | 9   | 13  | DNF | 7   | DNF | 8    | 7   | 13   | 22     |
| 8     | Heinz-Harald Frentzen | DNF  | 14   | 15  | 3   | 14  | 6   | 12  | 3   | 7    | DNF | 18*  | 17     |
| 9     | Christian Abt         | 4    | 9    | 10  | 6   | 12  | 2   | 10  | 10  | DNF  | DNF | 14   | 16     |
| 10    | Allan McNish          | 11   | DNF  | 18* | 7   | 6   | 4   | 6   | 15* | 9    | 15  | 17   | 13     |
| 11    | Laurent Aïello        | DNF  | 10   | 7   | 16  | 7   | 12* | 9   | 14  | 4    | 6   | 9    | 12     |
| 11    | Marcel Fässler        | 9    | 13   | 5   | 15  | 8   | DNF | 13  | 5   | DNF  | 10  | 6    | 12     |
| 13    | Martin Tomczyk        | DNF  | 12   | 6   | 14  | DNF | 5   | 11  | 6   | 10   | 16* | DNF  | 10     |
| 14    | Frank Stippler        | 10   | 6    | 11  | 8   | 9   | DNF | 14  | DNF | 13   | 13  | 5    | 8      |
| 15    | Pierre Kaffer         | 13*  | 5    | 14  | 12  | 17  | 8   | 18  | 11  | DNF  | DNF | 10   | 5      |
| 15    | Bruno Spengler        | 12   | 15*  | DNF | 11  | 16  | 13* | 15  | 9   | 6    | 8   | 8    | 5      |
| 17    | Manuel Reuter         | DNF  | 16   | 16* | DNF | 15  | 9   | 20  | DNF | 5    | 14  | 12   | 4      |
| 18    | Stefan Mücke          | 7    | 8    | 12  | DNF | 11  | DNF | 17  | DNF | DNF  | 9   | 11   | 3      |
| 19    | Alexandros Margaritis | DNF  | DNF  | 9   | 17* | 18  | 11  | 16  | 13  | 14   | 11  | DNF  | 0      |
| 19    | Rinaldo Capello       | DNF  | 11   | 13  | 10  | 10  | DNF | 19  | DNF | 11   | DNF | 16   | 0      |
| Platz | Fahrer                | HOC1 | LAU1 | SPA | BRN | OSC | NOR | NÜR | ZAN | LAU2 | IST | HOC2 | Punkte |

| Legende  | Legende            | Legende                                                          |
| Farbe    | Abkürzung          | Bedeutung                                                        |
| -------- | ------------------ | ---------------------------------------------------------------- |
| Gold     | –                  | Sieg                                                             |
| Silber   | –                  | 2. Platz                                                         |
| Bronze   | –                  | 3. Platz                                                         |
| Grün     | –                  | Platzierung in den Punkten                                       |
| Blau     | –                  | Klassifiziert außerhalb der Punkteränge                          |
| Violett  | DNF                | Rennen nicht beendet (did not finish)                            |
| Violett  | NC                 | nicht klassifiziert (not classified)                             |
| Rot      | DNQ                | nicht qualifiziert (did not qualify)                             |
| Rot      | DNPQ               | in Vorqualifikation gescheitert (did not pre-qualify)            |
| Schwarz  | DSQ                | disqualifiziert (disqualified)                                   |
| Weiß     | DNS                | nicht am Start (did not start)                                   |
| Weiß     | WD                 | zurückgezogen (withdrawn)                                        |
| Hellblau | PO                 | nur am Training teilgenommen (practiced only)                    |
| Hellblau | TD                 | Freitags-Testfahrer (test driver)                                |
| ohne     | DNP                | nicht am Training teilgenommen (did not practice)                |
| ohne     | INJ                | verletzt oder krank (injured)                                    |
| ohne     | EX                 | ausgeschlossen (excluded)                                        |
| ohne     | DNA                | nicht erschienen (did not arrive)                                |
| ohne     | C                  | Rennen abgesagt (cancelled)                                      |
| ohne     | keine WM-Teilnahme |                                                                  |
| sonstige | P/fett             | Pole-Position                                                    |
| sonstige | 1/2/3/4/5/6/7/8    | Punktplatzierung im Sprint-/Qualifikationsrennen                 |
| sonstige | SR/kursiv          | Schnellste Rennrunde                                             |
| sonstige | *                  | nicht im Ziel, aufgrund der zurückgelegten Distanz aber gewertet |
| sonstige | ()                 | Streichresultate                                                 |
| sonstige | unterstrichen      | Führender in der Gesamtwertung                                   |

### Markenwertung
| Platz | Konstrukteur  | HOC1 | LAU1 | SPA | BRN | OSC | NOR | NÜR | ZAN | LAU2 | IST | HOC2 | Punkte |
| ----- | ------------- | ---- | ---- | --- | --- | --- | --- | --- | --- | ---- | --- | ---- | ------ |
| 1     | Mercedes-Benz | 30   | 19   | 16  | 9   | 21  | 10  | 18  | 13  | 12   | 32  | 25   | 205    |
| 2     | Audi          | 9    | 20   | 17  | 24  | 15  | 26  | 21  | 16  | 16   | 4   | 11   | 179    |
| 3     | Opel          | 0    | 0    | 6   | 6   | 3   | 3   | 0   | 10  | 11   | 3   | 3    | 45     |

### Teamwertung
| Platz | Team                                                  | HOC1 | LAU1 | SPA | BRN | OSC | NOR | NÜR | ZAN | LAU2 | IST | HOC2 | Punkte |
| ----- | ----------------------------------------------------- | ---- | ---- | --- | --- | --- | --- | --- | --- | ---- | --- | ---- | ------ |
| 1     | DaimlerChrysler Bank AMG-Mercedes                     | 18   | 12   | 6   | 5   | 10  | 10  | 8   | 10  | 9    | 12  | 6    | 106    |
| 2     | Audi Sport Team Abt Sportsline                        | 4    | 5    | 11  | 10  | 8   | 10  | 10  | 11  | 10   | 0   | 2    | 81     |
| 3     | Audi Sport Team Abt                                   | 0    | 8    | 6   | 10  | 7   | 7   | 11  | 5   | 6    | 4   | 5    | 69     |
| 4     | Vodafone/Sport Edition AMG-Mercedes                   | 7    | 6    | 10  | 0   | 5   | 0   | 9   | 1   | 0    | 14  | 10   | 62     |
| 5     | Salzgitter/Junge Gebrauchte von Mercedes AMG-Mercedes | 3    | 0    | 0   | 4   | 6   | 0   | 1   | 2   | 3    | 6   | 9    | 34     |
| 6     | GMAC/Stern Team OPC                                   | 0    | 0    | 4   | 6   | 1   | 3   | 0   | 10  | 2    | 0   | 3    | 29     |
| 7     | Audi Sport Team Joest Racing                          | 5    | 4    | 0   | 3   | 0   | 9   | 0   | 0   | 0    | 0   | 0    | 21     |
| 8     | Team OPC                                              | 0    | 0    | 2   | 0   | 2   | 0   | 0   | 0   | 9    | 3   | 0    | 16     |
| 9     | Audi Sport Team Joest                                 | 0    | 3    | 0   | 1   | 0   | 0   | 0   | 0   | 0    | 0   | 4    | 8      |
| 10    | Mücke Motorsport                                      | 2    | 1    | 0   | 0   | 0   | 0   | 0   | 0   | 0    | 0   | 0    | 3      |